# Praga
Praga (češko Praha) je glavno mesto in z okoli 1,3 milijona prebivalci tudi največje mesto na Češkem. Leži ob reki Vltavi, ki je pritok reke Labe, in je zgodovinsko, kulturno ter gospodarsko središče države, pa tudi zgodovinske dežele Češke. Zemljepisno leži v osrednjem delu Evrope, na sredini češke kotline.
Ima dobro ohranjeno srednjeveško mestno jedro s Hradčani (Hradčany) in Malo strano na levem ter Staro mesto in Novo mesto na desnem bregu Vltave, ki je v preteklosti večkrat poplavljala. V Pragi je najstarejša univerza severno od Alp, ustanovljena 1348 in poimenovana po njenem zaščitniku Karlu IV., najstarejša češka (nad)škofija, kot sedež praškega metropolita in češkega primasa, Narodni muzej, Češka filharmonija itd. Ob zgraditvi železniškega omrežja leta 1848 se je začelo mesto hitreje razvijati. Prevoz premoga iz bazena Kladno je omogočil razvoj metalurgije in je vplival na povečanje prebivalstva. Leta 1830 je v Pragi živelo 180.000, leta 1910 pa 224.000 prebivalcev. Praga je postala močno industrijsko središče. Nastali so Libeň s pristaniščem Vysočany, Hloubětín, Karlín in Smíchov, ki so glavne industrijske četrti s tovarnami strojev, vozil, vagonov, stekla, papirja in živil. Praga je postala trgovsko središče in veliko železniško vozlišče, nato so zgradili še avtocestne povezave in veliko letališče.

## Zgodovina
V tisoč letih svojega obstoja je mesto zraslo v naselje, ki se razteza od praškega gradu na severu do utrdbe Višegrad na jugu in je postalo večkulturna prestolnica sodobne evropske države Češke, države članice Evropske unije.

### Zgodnje zgodovinsko obdobje
Območje, na katerem je bila ustanovljena Praga, je bilo poseljeno že v paleolitiku. Po mnenju judovskega zgodovinarja in kronista Davida Solomona Ganza (1541–1613), avtorja knjige, objavljene v hebrejščini z naslovom Tzemach Dovid, je mesto ustanovil starodavni kralj Boja okoli 1306 pr. n. št. Dal je ime mestu, ki je ležalo okoli kraja, kjer zdaj stoji Praga, Boiinhaem. Ime zgodovinskega ozemlja Češke Bohemija (latinsko: Boihaemum), ki je v zahodnem delu današnje Češke in sosednje Bavarske, je tudi del imena tega starodavnega kralja.
Okoli 200 pr. n. št. so Kelti (Boji) ustanovili opidum (naselje) na jugu sedanje Prage, zdaj imenovan Závist. Do konca 1. stoletja pr. n. št. je bilo prebivalstvo na Češkem sestavljeno večinoma iz germanskih plemen (Markomani, Kvadi, Langobardi in morda Svebi). V času vladavine cesarja Avgusta (27 pr. n. št.–14 n. št.) se je mesto po vladarju v tistem času, ki mu je bilo ime Maroboduus, imenovalo Maroboden. Bil je Avgustov sodobnik. Okrog območja, na katerem je sodobna Praga, Ptolemajev zemljevid (2. stoletje) omenja germansko mesto imenovano Casurgis.
V poznem 5. stoletju, obdobju velikih selitev po propadu Zahodnega rimskega cesarstva, so se germanska plemena selila proti zahodu in v 6. stoletju so slovanska plemena naseljevala srednjo Evropo. Od 9. stoletja se je naselje že imenovalo Praha (Praga). Po legendi naj bi češka kneginja in prerokinja Libuša ter njen mož Přemysl, ustanovitelj rodbine Přemyslidov, ustanovila Prago v 8. stoletju. Legenda pravi, da je Libuša prišla iz skalne pečine visoko nad Vltavo in prerokovala: "Vidim veliko mesto, katerega slava se bo dotaknila zvezd." Dala je zgraditi grad in mesto imenovala Praga.
Do leta 800 je bila preprosta utrdba z lesenimi stavbami, ki so zasedale približno dve tretjini območja, ki je zdaj praški grad. Prve pozidave pod praškim gradom izvirajo iz leta 885.
Druga praška utrdba je bila trdnjava Přemyslidov Višegrad , ki je bila ustanovljena v 10. stoletju, približno 70 let za praškim gradom. Praški grad obvladuje stolnica, ki je bila ustanovljena leta 1344, vendar končana šele v 20. stoletju.
Regija je postala sedež vojvod in zadnjih čeških kraljev. Pod svetim rimskim cesarjem Otonom II. je območje leta 973 postalo sedež škofije. Praga je bila povzdignjena v nadškofijo leta 1344, dotlej je bila sufragan nadškofije v Mainzu.
Praga je bila pomembno trgovsko središče, v njej so se naselili trgovci iz vse Evrope, tudi veliko Judov, kot je opozoril leta 965 špansko-judovski trgovec in popotnik Ibrahim ibn Jakob. Stara nova sinagoga iz leta 1270 še vedno stoji. V Pragi je bil tudi pomemben trg sužnjev.
Nad plitvino reke Vltave je kralj Vladislav I. (tudi češki vojvoda Vladislav II.) leta 1170 zgradil prvi most, Juditin most, ki ga je imenoval v čast svoje žene Judite Turingijske. Leta 1342 ga je uničila poplava. Nekaj prvotnih temeljnih kamnov tega mostu je ostalo.
Leta 1257, ko je vladal kralj Otokar II., je bila v Pragi, kjer je bila starejša vas, ustanovljena četrt Malá strana, kar naj bi postalo območje Hradčani (Praški grad). To je bil okraj nemških prebivalcev, ki so imeli pravico do samostojnega upravljanja v skladu z magdeburškim zakonom. Novo okrožje je bilo na obrežju nasproti Starega mesta ("Staré Město"), ki je imelo status mestnega okraja in je bilo omejeno z obzidjem in utrdbami.

### Obdobje Karla IV.
Praga je cvetela v 14. stoletju v času vladavine Karla IV., svetega rimskega cesarja in kralja Češke iz nove luksemburške rodbine (1346–1378). Kot kralj Češke in Svetega rimskega cesarstva je preoblikoval Prago v cesarsko prestolnico. V tistem času je bila tretje največje mesto v Evropi (po Rimu in Konstantinoplu).
Ukazal je gradnjo Novega mesta (Nové Město), ki meji na staro mestno jedro in ga je sam tudi zasnoval. Karlov most, ki je nadomestil Juditin most, uničen v poplavi tik pred začetkom njegovega vladanja, je bil postavljen za povezavo vzhodnega brega okrožij Male strane in grajskega območja. 9. julija 1357 ob 5.31 je Karel IV. osebno položil prvi temeljni kamen za Karlov most. Znan je točen čas polaganja prvega temeljnega kamna, ker je bila palindromna številka 135797531 vklesana v mostni stolp v Starem mestu in so ga kraljevi astrologi in numerologi določili kot najboljši čas za začetek gradnje mostu. Leta 1347 je ustanovil Karlovo univerzo, ki je še vedno najstarejša univerza v srednji Evropi.
Začel je gradnjo gotske stolnice svetega Vida v največjem dvorišču praškega gradu, kjer je bila romanska rotunda. Praga je bila povzdignjena v nadškofijo leta 1344, to je leto, ko se je začela gradnja stolnice.
Mesto je imelo kovnico denarja in je bilo središče trgovanja za nemške in italijanske bančnike in trgovce. Družbeni red je postajal nemiren zaradi naraščanja moči cehov obrtnikov (sami pogosto sprti zaradi notranjih bojev) ter večjega števila revnih ljudi.
Zid lakote, močno utrjeno obzidje južno od Male strane in območja gradu, je bil zgrajen v 1360-ih, obdobju lakote. Delo je bilo pomembno, saj so bili odredi Karla IV. sredstvo za zagotavljanje zaposlovanja in hrane za delavce in njihove družine.
Karel IV. je umrl leta 1378. Ko je vladal njegov sin, kralj Venčeslav IV. (1378–1419), je bilo obdobje močnih pretresov. Med veliko nočjo 1389 so člani praške duhovščine povedali, da so Judje oskrunili evharistično hostijo. Duhovščina je spodbujala drhal k ropanju, plenjenju in zažigu judovske četrti. Skoraj celotno judovsko prebivalstvo Prage (3000 ljudi) je umrlo.
Jan Hus, teolog in rektor na Karlovi univerzi je pridigal v Pragi. Leta 1402 je začel pridigati v Betlehemski kapeli. Navdušen nad Johnom Wycliffom se je v pridigah osredotočal na tisto, kar je bilo videti kot radikalne reforme koruptivne Cerkve. Ko je postal prenevaren za politično in versko ustanovo, je bil Hus povabljen na koncil v Konstanco na sojenje zaradi herezije. Leta 1415 so ga obsodili in zažgali na grmadi .
Čez štiri leta je Praga doživela svojo prvo defenestracijo, ko so se ljudje uprli pod poveljstvom praškega duhovnika Jana Želivskega. Husova smrt je skupaj s češkim protonacionalizmom in protoprotestantizmom spodbudila husitske vojne. Kmečki uporniki, ki jih je vodil Jan Žižka, so skupaj s husitskimi vojaki iz Prage premagali cesarja Sigismunda v bitki za Vitkov hrib leta 1420.
Med husitskimi vojnami, ko so mesto Prago napadli križarji in plačane sile, se je mestna milica pogumno borila pod praškim praporom. Prapor z lastovičjim repom je bil velik približno 4 x 6 metrov, rdeče polje je bilo posuto z drobnimi belimi lilijami (fleur-de-lis) s srebrnim grbom starega mesta v sredini. Besede »PÁN BUH POMOC NASSE« (Gospod je naša pomoč) so se pojavile nad grbom, husitskim kelihom v sredini nad njim. Blizu lastovičjega repa je bilo v obliki polmeseca zlato sonce z žarki.
Enega od teh praporov so zajeli švedski vojaki v bitki za Prago (1648), ko so zasedli zahodni breg reke Vltave in bili odbiti od vzhodnega brega. Razstavili so ga v kraljevem vojaškem muzeju v Stockholmu. Ta prapor obstaja še vedno, a je v zelo slabem stanju. Odnesli so tudi Codex Gigas in Codex Argenteus. Prapor z mestnim simbolom Starega mesta je bil verjetno naslikan že 1419. Mestna milica ga je uporabljala že pred 1477 in med husitskimi vojnami ter je najstarejši ohranjen občinski prapor Češke.
V naslednjih dveh stoletjih je Praga okrepila svojo vlogo trgovskega mesta. V tem času so zgradili mnoge pomembne gotske stavbe in dodali Vladislavovo dvorano na praškem gradu.

### Obdobje Habsburžanov
Leta 1526 so češke dežele izvolile Ferdinanda I. iz habsburške dinastije. Goreč katolicizem njenih članov je bil vzrok za spopade na Češkem, nato pa v Pragi, kjer so bile protestantske ideje vedno bolj priljubljene. Teh težav cesar Rudolf II., izvoljeni kralj Češke leta 1576, ki se je odločil imeti v Pragi svoj dom, ni obvladal. Živel je v praškem gradu, kjer so njegov dvor obiskovali ne le astrologi in čarovniki, ampak tudi znanstveniki, glasbeniki in umetniki. Rudolf je bil velik ljubitelj umetnosti in Praga je postala prestolnica evropske kulture. To je bilo za mesto uspešno obdobje: slavni ljudje, ki so tu živeli v tistem času, sta astronoma Tycho Brahe in Johannes Kepler, slikar Giuseppe Arcimboldo, alkimista Edward Kelley in John Dee, pesnica Elizabeth Jane Weston in drugi.
Leta 1618 je druga praška defenestracija izzvala tridesetletno vojno, ki je bilo še posebej kruto obdobje za Prago in Češko. Ferdinand II. Habsburški je bil odstavljen in njegovo mesto je kot kralj Češke zasedel Friderik V., volilni knez Palatinata. Češka vojska je bila pod njim premagana v bitki na Beli gori (1620), nedaleč od mesta. Leta 1621 je bilo usmrčenih 27 čeških voditeljev (vključenih v vstajo) na Starem mestnem trgu in izgnani mnogi drugi. Mesto je med vojno trpelo pod Sasi (1631) in v bitki za Prago (1648). Praga je začela vztrajno nazadovati, prebivalstvo se je zmanjšalo s 60.000 pred vojno na 20.000. V drugi polovici 17. stoletja je prebivalstvo Prage začelo znova naraščati. Judje so bili v Pragi od konca 10. stoletja, do leta 1708 so predstavljali približno četrtino prebivalcev Prage.
Leta 1689 je velik požar uničil del Prage, kar je spodbudilo prenovo in obnovo mesta. V letih 1713–14 je izbruhnila kuga, ki je zahtevala 12.000 do 13.000 ljudi.
Po bitki za Prago leta 1757 so Prusi z bombardiranjem uničili več kot četrtino mesta in močno poškodovali stolnico svetega Vida. Mesec po bitki pri Kolínu je Friderik II. izgubil bitko in se je moral umakniti iz Češke.
Gospodarska rast se je nadaljevala v 18. stoletju, leta 1771 je imelo mesto že 80.000 prebivalcev. Mnogi so bili bogati trgovci in plemiči, ki so obogatili mesto s številnimi palačami, cerkvami in vrtovi, polnimi umetnosti in glasbe, ki jo je ustvarjal baročni slog, znan po vsem svetu.
Leta 1784 so bile pod Jožefom II. štiri občine Mala strana, Novo mesto, Staro mesto in Hradčani združene v eno samo. Judovsko okrožje, imenovano Josefov, je bilo vključeno šele leta 1850. Industrijska revolucija je imela v Pragi močan vpliv, saj so tovarne izkoriščale rudnike premoga in fužine bližnje regije. Prvo predmestje Karlín je bilo ustanovljeno leta 1817, čez 20 let je imelo mesto več kot 100.000 prebivalcev.
Revolucije v Evropi v letu 1848 so se dotaknile tudi Prage, vendar so bile divje zatrte. V naslednjih letih se je začel češki narodni preporod, dokler ni v letu 1861 dobil večine v mestnem svetu. Praga je imela leta 1848 nemško govorečo večino, že leta 1880 se je število nemških govorcev zmanjšalo na 14 % (42.000) in leta 1910 na 6,7 % (37.000) zaradi velikega povečanja pritoka Čehov iz preostalega dela Češke in Moravske, pa tudi zaradi ponovne vzpostavitve pomembnosti oziroma socialnega statusa češkega jezika.

### 20. stoletje

#### Prva republika
Prva svetovna vojna se je končala s porazom Avstro-Ogrske in nastajanjem Češkoslovaške. Praga je bila izbrana za njeno glavno mesto in praški grad za sedež predsednika Tomáša Masaryka. V tem času je bila Praga prava evropska prestolnica z visoko razvito industrijo. Leta 1930 se je število prebivalcev povečalo že na 850.000.

#### Druga svetovna vojna
Hitler je ukazal nemški vojski, naj vstopijo v Prago 15. marca 1939 in je s praškega gradu razglasil Češki in Moravski nemški protektorat. Večino svoje zgodovine je bila Praga večetnično mesto s pomembnim deležem češkega, nemškega in (večinoma češko in/ali nemško govoreči) judovskega prebivalstva. Od leta 1939, ko je državo zasedla nacistična Nemčija, in med drugo svetovno vojno je bila večina Judov izgnana in pobita. Leta 1942 je bila Praga priča atentatu na enega najvplivnejših nacistov Nemčiji, Reinharda Heydricha: umorili so ga med operacijo Antropoid, ki sta jo izvedla češkoslovaška narodna junaka Jozef Gabčík in Jan Kubiš. Hitler je ukazal krvave povračilne ukrepe.
Ob koncu vojne so Prago večkrat bombardirali Američani. 701 človek je bil ubit in več kot 1000 ljudi je bilo ranjenih, nekaj stavb, tovarn in zgodovinskih znamenitosti je bilo uničenih (samostan Emaus, Faustova hiša, sinagoga Vinohrady). Po mnenju ameriških pilotov se je to zgodilo zaradi navigacijske napake. Številne zgodovinske stavbe v Pragi pa niso bile uničene in škoda je bila v primerjavi s celotnim uničenjem številnih drugih mest v tem času majhna. 
5. maja 1945, dva dni pred nemško kapitulacijo, je izbruhnila vstaja proti Nemčiji. Štiri dni pozneje je 3. udarna brigada Rdeče armade osvobodila mesto. Večina (okoli 50.000 ljudi) nemškega prebivalstva Prage je pobegnila ali bila izgnana v skladu z Beneševimi dekreti.

#### Hladna vojna
Praga je bila mesto pod vojaškim in političnim nadzorom Sovjetske zveze (glej železna zavesa). Na 4. kongresu češkoslovaških pisateljev, ki je bil v mestu leta 1967, so oblikovali jasno stališče proti režimu. To je spodbudilo novega sekretarja komunistične partije Aleksandra Dubčka k oznanitvi novega političnega kursa leta 1968, kratkotrajnega obdobja "socializma s človeškim obrazom". To je bila praška pomlad, ki je bila usmerjena v demokratizacijo političnega in ekonomskega sistema. Države članice Varšavskega pakta (razen Romunije in Albanije) so se pod vodstvom Sovjetske zveze odzvale z zasedbo Češkoslovaške in 21. avgusta 1968 so tanki na praških ulicah zatrli poskus reforme.

#### Obdobje po žametni revoluciji
Leta 1989, ko je policija umirila študentske demonstracije, se je žametna revolucija razlila po ulicah Prage in češkoslovaško glavno mesto je imelo veliko koristi od novega razpoloženja. Leta 1993, po razdelitvi Češkoslovaške, je Praga postala glavno mesto nove Češke republike. Od leta 1995 se dvigujejo nebotičniki, Praga je spet postala pomembno kulturno središče Evrope in je povsem pod vplivom globalizacije. Leta 2000 je bil v Pragi vrh IMF in Svetovne banke. Leta 2002 so bile v Pragi velike poplave, ki so poškodovale stavbe in tudi podzemni prometni sistem.

## Etimologija in druga imena
Češko ime Praha izhaja iz stare slovanske besede práh, kar pomeni 'brod (prehod)' ali 'brzica' in se nanaša na izvor mesta na točki prehoda reke Vltave.  Enako je etimologija povezana z okrožjem Praga v Varšavi.
Še en pogled na izvor imena je povezan s češko besedo práh (v pomenu »prag pri vratih«) in legendarna etimologija povezuje ime mesta s princeso Libušo, prerokinjo in ženo mitološkega ustanovitelja rodbine Přemyslidov. Ta je odredil gradnjo mesta »tam, kjer človek prestopi prag svoje hiše«. Češki práh se nanaša na brzice ali prehod v reki ali prag kot možnost prečkanja plitvine v reki, kar zagotavlja "prag" v gradu.
Še ena izpeljava imena Praha je mogoča iz na prazě, izvirno izraz za pobočje iz skrilavca, na katerem je bil zgrajen prvotni grad. V tistem času je bil grad obdan z gozdovi, ki so pokrivali devet gričev prihodnjega mesta – Staro mesto na nasprotni strani reke, pa tudi Malá Strana, ki je pod obstoječim gradom in je nastala šele pozneje.
V nemščini je Praga pisana kot Prag, v angleščini in francoščini Prague, v več drugih romanskih in slovanskih jezikih pa tako kot v slovenščini - Praga.

## Geografija
Praga ima osrednjo lego v zahodni Češki ob reki Vltavi, približno 40 kilometrov od sotočja z Labo pri Mělníku. Razdalja do skrajnih mejnih točk države je severno okoli 110 kilometrov, zahodno in južno okoli 170 km na vsako stran, na vzhod okoli 320 km.
Velik del mesta leži v široki dolini reke Vltave, ki teče skozi mestno območje v dolžini 30 kilometrov in dela veliko zanko v severnem delu. Na južnem loku te zanke je zgodovinsko središče mesta, ki ga obvladujeta vzpetini na severu Hradčani in jugu Višegrad. Preostanek je razdeljen med druge okoliške doline med hribi: Letná, Vítkov, Větrov, Skalka, Emauzy, Karlov in najvišji med njimi Petrin. Z vključevanjem v območje mesta (Pražská plošina) predvsem v 20. stoletju se razteza zdaj daleč navzven.
Vltava teče v Prago z juga, kjer vstopi v mestni prostor na nadmorski višini okoli 190 metrov in ga zapusti na severu pri okoli 176 metrih. Reka ima tu povprečno globino 2,75, največjo pa 10,5 metra. Teče okoli več otokov, tudi otokov južno od Karlovega mostu, kjer so še Slovanský,  Dětský  in Střelecký ostrov in na zahodnem delu Karlovega mostu otok Kampa. Številni so pritoki, med katerimi je največji Berounka, severno od Zbraslava (z zahoda) je Botič med Novim mestom in Višegradom (z vzhoda) in Rokytka v pristanišču Libeň (prav tako z vzhoda). Najvišje vzpetine so na zahodnem in južnem delu mesta. Na zahodu je Bela gora (Bilá hora), visoka je 381 metrov, na jugu ima Čihadlo 385 metrov.
Praga ima v upravni delitvi Češke poseben status ob 13 okrajih, v celoti jo obdaja Osrednječeški okraj (Středočeský kraj).

## Glavne znamenitosti
Od padca železne zavese je Praga postala eden najbolj priljubljenih turističnih ciljev na svetu. Med drugo svetovno vojno je  bila manj poškodovana kot nekatera druga večja mesta v regiji, tako da je večina zgodovinske arhitekture obdržala obliko. Ima eno izmed najbolj nedotaknjenih in raznovrstnih zbirk arhitektur, od romanske do gotske, renesančne, baročne, rokokojske, neorenesančne, neogotske, art nouveauja, kubistične, neoklasičistične in ultramoderne. Nekaj priljubljenih znamenitosti:

### Hradčani in Mala strana
- Praški grad s stolnico svetega Vida, v kateri so češki kronski dragulji
- Slikovit Karlov most (Karlův most)
- baročna cerkev svetega Nikolaja
- cerkev Marije Viktorije in Praškega malega Jezusa
- Piskova vrata, ena od zadnjih ohranjenih mestnih vrat baročne utrdbe
- Petřínski hrib z razglednim stolpom in vzpenjačo
- Lennonov zid
- Muzej Franza Kafke
- Otok Kampa, viden s Karlovega mostu[24]

### Staro mesto (Staré Město) in Jozefov
- Praška astronomska ura (Orloj) na Mestni hiši v Starem mestu
- gotska cerkev Marije pred Týnom (Kostel Matky Boží před Týnem) iz 14. stoletja z 80 m visokima stolpoma
- obokana gotska Stara nova sinagoga (Staronová Synagoga) iz 1270
- Staro judovsko pokopališče
- Smodniški stolp (Prašná brána), gotski stolp starih mestnih vrat
- Španska sinagoga z lepo notranjostjo
- Staromestni trg (Staroměstské náměstí) z gotskimi in baročnimi stavbami in palačo Kinski
- Mestna hiša, pomembna mestna znamenitost in koncertna dvorana, znana po arhitekturnem slogu art nouveau in politični zgodovini Češke
- Klementinum, kjer domuje Narodna knjižnica Češke republike
- Muzej dekorativne umetnosti z obsežnimi zbirkami, tudi stekla, pohištva, tekstila, igrač, art nouveauja, kubizma in art decoja
- Palača Clam-Gallas, baročna palača iz leta 1713

### Novo mesto (Nové Město)
- poslovni in zgodovinski Venčeslavov trg (Václavské náměstí)
- neorenesančni Narodni muzej z veliko znanstveno in zgodovinsko zbirko
- Narodno gledališče, neorenesančna stavba z zlato streho ob bregu Vltave
- dekonstruktivistična Plešoča hiša (stavba Fred in Ginger)
- Karlov trg, največji srednjeveški trg v Evropi (zdaj spremenjen v park)
- samostan Emaus in spomenik "Praga za svoje zmagovite sinove" pri Palackyjevem trgu (Palackého náměstí)
- muzej operacije Antropoid v kripti pravoslavne cerkve Cirila in Metoda
- jubilejna sinagoga Wilhelma Stiassnyja je največja v Pragi
- muzej Mucha prikazuje dela art nouveauja Alfonza Muche

### Vinohrady in Žižkov
- velik bronast konjeniški kip Jana Žižke v Vitkovem parku, Žižkov, Praga 3
- neogotska cerkev svete Ljudmile pri Trgu miru (Náměstí Míru), Vinohrady
- televizijski stolp s skulpturami plazečih se dojenčkov Žižkov
- Novo judovsko pokopališče v Olšanyju, tudi grob Franza Kafke
- cerkev Srca Jezusovega pri trgu Jurija Podebradskega (Jiřího z Poděbrad)
- stanovanjska stavba iz zgodnjega 20. stoletja v slogu art nouveauja med Trgom miru, Vinohrady, in parkom Riegrovy Sady

### Drugo
- Grad Višegrad in Bazilika svetega Petra in Pavla, Višegrajsko pokopališče in najstarejša praška rotunda svetega Martina
- praški metronom v Letnem parku, velik metronom, ki visi nad mestom, tam, kjer je nekoč stal Stalinov kip
- praški živalski vrt v Troji, ki ga je revija Forbes izbrala za najboljši živalski vrt na svetu [25]
- Industrijska palača (Průmyslový palác), Křižíkov vodnjak, Lunapark in Akvarij Výstaviště v Holešovicah
- Narodna galerija v Pragi z veliko zbirko čeških in mednarodnih slikarjev in kiparjev, kot so Mucha, Kupka, Picasso, Monet ali van Gogh
- Strahovski samostan, stara češka premonstratenška opatija, ustanovljena 1149, in samostanska knjižnica

## Plečnik v Pragi
Praga je eno  najlepših evropskih mest, arhitekturno izstopajo Hradčani, nekdanji dvorec čeških kraljev, zdaj pa sedež češkega predsednika. Projekt prenove je v času predsednika Masaryka izdelal znameniti slovenski arhitekt Jože Plečnik.
Velika zasluga arhitekta Jožeta Plečnika je, da je prevzel obnovo praškega gradu, ki je pričakal konec prve svetovne vojne v obupnem stanju, razpadal je kot prava priča, da je avstrijska uprava zanemarjala češke zgodovinske spomenike. Plečnik je bil v odličnih odnosih s predsednikom Masarykom in njegovo hčerko Alice (ohranjena so številna pisma med njima). Imenovan je bil za grajskega arhitekta. Da bi obnovil celoten kompleks Hradčanov, je ustanovil stavbarsko delavnico in jo predal v upravljanje svojemu nekdanjemu učencu arhitektu Ottu Rothmayerju. Obnova je stekla hitro, vendar z mnogimi problemi zaradi komunale, cest, vodovoda, kanalizacije, elektrike, ki jih v Pragi ni bilo.
Značilnost Plečnikovih arhitekturnih stvaritev je, da je vedno uporabil vse elemente v objektu, prostoru in naravi, ki so že bili tam in jih je poudaril. Zasvetile so se v novem sijaju in energiji; z odstranitvijo posameznih delov previsokega obzidja okoli praškega gradu je Pražanom pokazal najlepše vedute Prage, s projektom Rajski vrt na Hradčanih pa je zanemarjeni angleški park dobil novo vlogo na gradu. Grad je povezal z mestom, meščane pa z naravo v njihovi neposredni bližini. Podobno je usklajeno povezal naravo in stari dvorec v Laneh blizu Prage, ki je poletna rezidenca predsednika republike. Znamenit je tudi verski objekt cerkev Srca Jezusovega z idealno rešeno enovito prostorno dvorano. Nad oltarjem v tej cerkvi je postavil skupino kipov svetnikov, ki so zaščitniki Čehov, in Jezusa.
Cerkev je bila zgrajena v mestni četrti Vinohrady v letih 1928–1930 na sodobne način zelo hitre gradnje. Po odprtju so jo nekateri kritizirali in v nekaterih vodnikih po Pragi sploh ni navedena. Plečnik je v Pragi deloval kar dolgo časa, saj je bil v obdobju 1911 do 1920 profesor na Umetniško-obrtni šoli, od 1920 do 1930 pa glavni arhitekt obnove gradu čeških knezov in kraljev.
Kratek kronološki pregled prikazuje  Plečnikova dela na Praškem gradu:
| Leto gradnje | Opravljena dela                                                                                   |
| ------------ | ------------------------------------------------------------------------------------------------- |
| 1921         | prva študija za stopnišče Rajskega vrta                                                           |
| 1922         | drugi načrt                                                                                       |
| 1923         | velika monolitna vaza na Rajskem vrtu in obelisk na bastiji                                       |
| 1924         | impluvij z okraski, predsednikova knjižnica na gradu, soba s harfo in Bellevue na grajskem vrtu   |
| 1925         | razgledna terasa nad Jelenovim jarkom, imenovan za umetniškega vodjo restavratorskih del na gradu |
| 1926         | gradnja Plečnikove dvorane na gradu                                                               |
| 1927         | piramida v vrtu na Okopih                                                                         |
| 1928         | začetek gradnje Plečnikove brvi na dvorišču gradu                                                 |
| 1929         | stopnišče s tretjega dvorišča na vrt na Okope                                                     |
| 1930         | figuralno okrasje in baldahini pred tretjim dvoriščem                                             |
| 1932         | vrt na bastiji                                                                                    |
| 1933         | tretji načrt regulacije Letne                                                                     |

V Pragi so 11. maja 2006 odkrili prvi javni spomenik na praškem gradu v čast Jožeta Plečnika, njegovega  uradnega arhitekta, med prenovo med letoma 1920 in 1935. Postavljeni doprsni kip Plečnika je delo njegove učenke, arhitektke Vladimire Bratuž Lake.
Praga ima izredno kulturno arhitektonsko zapuščino, saj so jo gradili in razvijali več kot tisoč let, tako da so tu delovali mnogi pomembni arhitekti. Mesto je tudi drugo svetovno vojno prestalo brez večjih vojaških operacij.

## Kultura
Praga je kulturni center Češke s številnimi gledališči, opernimi in koncertnimi dvoranami, razstavišči in glasbenimi ustanovami..

### Kipi
Najbolj znan praški kip je bronasti kip svetega Venčeslava na konju. Kip je bil izdelan leta 1912 in stoji na Vaclavskem trgu (Václavské náměstí) v strogem središču Prage. Ima podstavek, ob katerem sta dva svetnika in dve svetnici: Prokop, Vojteh ali Adalbert, Ljudmila in Agneza. Na podstavku je napis: "Sveti Vaclav, vojvoda češke domovine, knez naš, ne daj umreti nam in potomcem." Izdelal ga je kipar Josef Myslbek (1848–1922), ki je bil profesor na Praški akademiji in predstavnik češke nacionalne šole v kiparstvu. Poleg tega dela so njegova največja dela v Pragi še štiri kamnite skupine na mostu Palackega čez Vltavo in baročni nagrobni kip kardinala Švarcenberga v stolnici.
V Pragi so trije spomeniki Karlu IV., najbolj znan in največji je na Križarskem trgu. Spomenik je bronast in v gotskem slogu. V podnožju spomenika so alegorični kipi, ki predstavljajo štiri fakultete Karlove univerze in vodilne osebe Karlovega dvora. Spomenik je bil postavljen ob 500-letnici Karlove univerze (1348–1848).

### Umetniške galerije
- Obrazarna na praškem gradu – zbirka umetnin vsebuje več kot 400 slik, risb in grafik iz različnih obdobij in del zbirke cesarja Rudolfa z deli Tiziana, Rubensa ter čeških baročnih umetnikov;[26]
- Narodna galerija – Sternberskova palača – razstavlja evropsko umetnost od antike do konca baroka. Vhod s Hradčanskega trga 15;
- Narodna galerija – Samostan svetega Jurija – razstavlja manierizem in barok na Češkem. Vhod z Jirskega trga 33;
- Narodna galerija - Samostan svete Aneške Češke – razstavlja zbirko srednjeveške umetnosti na Češkem in v srednji Evropi. Vhod z ulice Milosrdnih 17;
- Narodna galerija – Veletržna palaca – ima stalne razstave sodobne umetnosti. Vhod z Dukelskych hrdinu 47;[27]
- Strahovski samostan – Strahovska Obrazarna – bogata slikarska zbirka vsebuje dela iz gotike, baroka in rokokoja do prve polovice 19. stoletja. Vhod z Nadvori 1;
- Praški dom fotografije – nova galerija z bogato zbirko umetniških fotografij. Vhod z Venčeslavovega trga 31;[28]
- Mestna galerija Prage − Trojski grad – razstavlja dela čeških slikarjev iz 19. stoletja in kiparjev od 1900 do 1970.  Vhod je z ulice Trojski grad 1;
- Mestna galerija Praga – Bilkova vila – v njej je stalna razstava del kiparja Františka Bilka (1872–1941). Bilek je bil eden vodilnih umetnikov simbolizma art nouveauja. Vhod v Bilkovo  vilo.

### Gledališča
- Narodno gledališče – (Národní divadlo) – je v neorenesančni stavbi iz leta 1868. Gledališki program sestavljajo drame, opere in občasno balet. Vhod z Narodnega trida 2;[29]
- Stanovsko gledališče – program sestavljajo opere, balet in večkrat drame. Vhod je z Ovocnega trga 1;
- Gledališče Kolovrat (Divadlo Kolowrat) – Ovocný trh 579/6, Staré Město
- Državna opera Praga – (Státní opera Praha) – ima redne predstave oper in baleta. Vhod z Legerove ulice75;[30]
- Laterna Magika – prireja večpredstavnostne predstave, glasbene, plesne in filmske spektakle. Vhod z Narodne ulice 4.
- Divadlo Hybernia – dvorana oz. gledališče, kjer se uprizarjajo predvsem muzikali (Náměstí Republiky 3/4, 110 00 Nové Město)
- Lucerna - dvorana

### Muzeji
- Tehnični muzej – Narodní technické muzeum (NTM) – je muzej z zelo bogatimi zbirkami s področja astronomije, geodezije, matematike, fizike, kartografije in ima zbirke številnih drugih uporabnih ved. Stalno postavljene ima razstave rudarstva, metalurgije, merjenja časa, prometa, fotografije in kinematografije, akustike, astronomije, telekomunikacij
- Narodni muzej (Národní Muzeum)
- Muzej komunizma
- Muzej Muhe (Alfons Mucha)
- Muzej Bedřicha Smetane, Muzej Antonina Dvořaka, Muzej Franza Kafke
- Muzej oblačil – Praški Bambino, Muzej voščenih lutk, Lutkarski muzej
- Vila Bertramka – Muzej W. A. Mozarta – znamenita vila, v kateri je bival Wolfgang Amadeus Mozart
- Naprstek – Muzej neevropskih kultur – bogate zbirke kultur Afrike, Azije in obeh Amerik
- Mestna hiša
- Loreta
- Judovski muzej – prikazuje žalostno usodo Judov v nacizmu v Pragi
- Muzej igrač – prikazuje bogato zbirko raznih igrač z vsega sveta; vhod z Jirske ulice
- Pedagoški muzej J. A. Komenskega – zbirka o zgodovini pedagogike, tudi naše; vhod z Valdštajnske ulice 20
- Vojaški in letalski muzej – postavljen je na več lokacijah, sestavljajo ga trije oddelki, vojaškotehnični muzej, letalski muzej in armadni muzej
- Muzej lepih umetnosti
- Muzej pop glasbe – sprehod skozi zgodovino popularne glasbe
- Muzej farmacije – Muzeum Pharmaceutikal industry (SPOFA). Muzej ima vhod z ulice Husinecka 11 a
- Narodni kmetijski muzej – prikazuje bogate zbirke orodja in priprav za kmetijstvo in prehransko industrijo; vhod  z ulice Kostelni 44
- Poštni muzej – Poštovní muzeum Praha – prikazuje nastanek, razvoj in novejše stanje Pošte na Češkem. Vhod z ulice Nove Mlyny 2
- Muzej pridobivanja plina – Plinarski muzeum – prikazuje razvoj in pridobivanje mestnega plina v Pragi. Vhod z ulice Plynarny 500

### Glasba
- Rudolfinum je velika stavba z velikimi sobanami, v katerih so koncerti manjših glasbenih skupin. Zvrst glasbe je zelo različna, vendar prevladuje klasična glasba, običajno kot spremljava ob odprtju različnih razstav; vhod je z Alsovega nabrežja 12
- Mestna hiša – Obecni Dum
- Koncertna dvorana običajno gosti glasbene predstave klasične glasbe; vhod je s trga Republike 5

### Vrtovi in parki
Vrtov in parkov je v Pragi približno 250, če prištejemo tudi manjše, ki so v soseščini starejših palač. Večina je bila odprta za javnost šele po letu 1989. Največ vrtov je v baročnem in renesančnem slogu. Najbolj znani so:
- Walenštajnski vrt,
- Kraljevi vrt (ustanovljen 1533),
- Vrtbski vrt (baročni vrt iz 1720),
- Pruhoniški botanični vrt in park, ki se razprostira na 250 hektarjih zemljišča in ga sestavlja več kot 1200 različnih vrst dreves in grmičevja z raznih koncev sveta,
- Letni park se razprostira ob reki, ki rada poplavlja in je pogosto izhodišče za oglede praških parkov.
- Živalski vrt

## Šolstvo
Mesto ima razen Karlove univerze še sedem drugih univerz, med drugim tudi Češko tehniško univerzo, ustanovljeno leta 1707.

### Karlova univerza v Pragi (UK)
Karlova univerza v Pragi (UK) je bila ustanovljena leta 1348. Na njej je 17 fakultet: 
- katoliška, protestantska teološka, husitska fakulteta,
- pravna fakulteta,
- 1., 2. in 3. medicinska fakulteta,
- medicinska fakulteta (Plzen) in medicinska fakulteta (Hradec Králové)
- farmacevtska fakulteta - Hradec Králové
- filozofska fakulteta
- fakulteta za naravoslovje in matematično-fizikalna fakulteta
- pedagoška fakulteta, fakulteta socialnih ved, fakulteta za telesno vzgojo in šport in
- fakulteta za humanistične študije

### Tehniška univerza v Pragi (ČVUT)
Na njej je šest fakultet: za gradbeništvo, strojništvo, elektroinženirstvo (elektrotehniko), jedrsko znanost in fizikalno inženirstvo, arhitekturo in za transportne vede.

## Prevoz
Za javni prevoz so tri proge podzemne železnice, tramvaj in avtobusni prevoz. V mestu je mednarodno letališče Ruzyně, ki je glavno vzletišče češkega letalskega prevoznika ČSA.
Mednarodno letališče Ruzyně pri Pragi je sodobno opremljeno. Večina potniškega prometa je usmerjena v geografski prostor severne Evrope in čez Atlantik. Iz statistike prometa v letu 2003 izhaja, da je na sever potovalo približno 5 milijonov potnikov, na jug, v južno Evropo in Sredozemlje pa le 250.000 potnikov. Na letališču ima svoja predstavništva 16 letalskih družb, ki vzdržujejo redne letalske proge z Ruzyne, med njimi ni slovenskega prevoznika.

## Prebivalstvo skozi čas
Razvoj prebivalstva v Pragi od leta 1378:
| Leto                | 1378   | 1500   | 1610   | 1798   | 1880    | 1930    | 1961      | 1980      | 1995      | 2005      | 2015      |
| ------------------- | ------ | ------ | ------ | ------ | ------- | ------- | --------- | --------- | --------- | --------- | --------- |
| število prebivalcev | 40.000 | 30.000 | 60.000 | 79.000 | 350.000 | 950.000 | 1.130.000 | 1.190.000 | 1.210.000 | 1.180.000 | 1.260.000 |

Prebivalstvo Prage je najbolj izrazito naraslo v 19. in prvi tretjini 20. stoletja, ko je doseglo milijon ljudi, odtlej se le počasi veča oz. stagnira.

## Galerija
- Hradčani
- Hradčani – pogled z Vltave
- Tramvaj v parku v Pragi
- Eden najvišjih nebotičnikov v mestu
- Jezus, obkrožen s hebrejskimi črkami – Karlov most
- Kip W. A. Mozarta pred muzejem v Vili Betramki
- Staromestni trg
- Zid, posvečen Johnu Lennonu
- Vrata na Karlov most – Mala strana
- Ulica na Mali strani pod gradom
- Katedrala svetega Vida na praškem gradu
- Mala trgovina na zlati ulici na praškem gradu
- Panorama Prage s praškega gradu
- Rudolfinum
- Vaclavski trg

## Pobratena mesta
Prijateljska in pobratena mesta so:
| - Peking, Kitajska - Berlin, Nemčija - Birmingham, Združeno kraljestvo - Bratislava, Slovaška - Bruselj, Belgija - Budimpešta, Madžarska - Cali, Kolumbija - Čikago, ZDA - København, Danska - Frankfurt na Majni, Nemčija - Guangču, Kitajska - Hamburg, Nemčija |  | - Helsinki, Finska - Jeruzalem, Izrael - Kjoto, Japonska - Lecce, Italija - Luksemburg, Luksemburg - Miami-Dade County, ZDA - Moskva, Rusija - Nîmes, Francija - Nürnberg, Nenčija - Phoenix, ZDA - Riga, Latvija | - Rim, Italija - Rotterdam, Nizozemska - Rosh HaAyin, Izrael - Sankt Peterburg, Rusija - Seul, Južna Koreja - Šanghaj, Kitajska - Stockholm, Švedska - Tajpej, Tajvan - Tbilisi, Gruzija - Teramo, Italija - Varšava, Poljska - Teheran, Iran |

## Turizem
Leta 2000 je (vzporedno s Krakovom) postala evropska prestolnica kulture.